# OR10K2
OR10K2 (англ. Olfactory receptor family 10 subfamily K member 2) – білок, який кодується однойменним геном, розташованим у людей на короткому плечі 1-ї хромосоми.  Довжина поліпептидного ланцюга білка становить 312 амінокислот, а молекулярна маса — 35 029.
| 10         |  | 20         |  | 30         |  | 40         |  | 50         |
| ---------- |  | ---------- |  | ---------- |  | ---------- |  | ---------- |
| MERVNETVVR |  | EVIFLGFSSL |  | ARLQQLLFVI |  | FLLLYLFTLG |  | TNAIIISTIV |
| LDRALHIPMY |  | FFLAILSCSE |  | ICYTFIIVPK |  | MLVDLLSQKK |  | TISFLGCAIQ |
| MFSFLFLGCS |  | HSFLLAVMGY |  | DRYIAICNPL |  | RYSVLMGHGV |  | CMGLVAAACA |
| CGFTVAQIIT |  | SLVFHLPFYS |  | SNQLHHFFCD |  | IAPVLKLASH |  | HNHFSQIVIF |
| MLCTLVLAIP |  | LLLILVSYVH |  | ILSAILQFPS |  | TLGRCKAFST |  | CVSHLIIVTV |
| HYGCASFIYL |  | RPQSNYSSSQ |  | DALISVSYTI |  | ITPLFNPMIY |  | SLRNKEFKSA |
| LCKIVRRTIS |  | LL         |  |            |  |            |  |            |

A: Аланін

C: Цистеїн

D: Аспарагінова кислота

E: Глутамінова кислота

F: Фенілаланін

G: Гліцин

H: Гістидин

I: Ізолейцин

K: Лізин

L: Лейцин

M: Метіонін

N: Аспарагін

P: Пролін

Q: Глутамін

R: Аргінін

S: Серин

T: Треонін

V: Валін

Кодований геном білок за функціями належить до рецепторів, g-білокспряжених рецепторів, білків внутрішньоклітинного сигналінгу. 
Задіяний у такому біологічному процесі як поліморфізм. 
Локалізований у клітинній мембрані, мембрані.